# スント

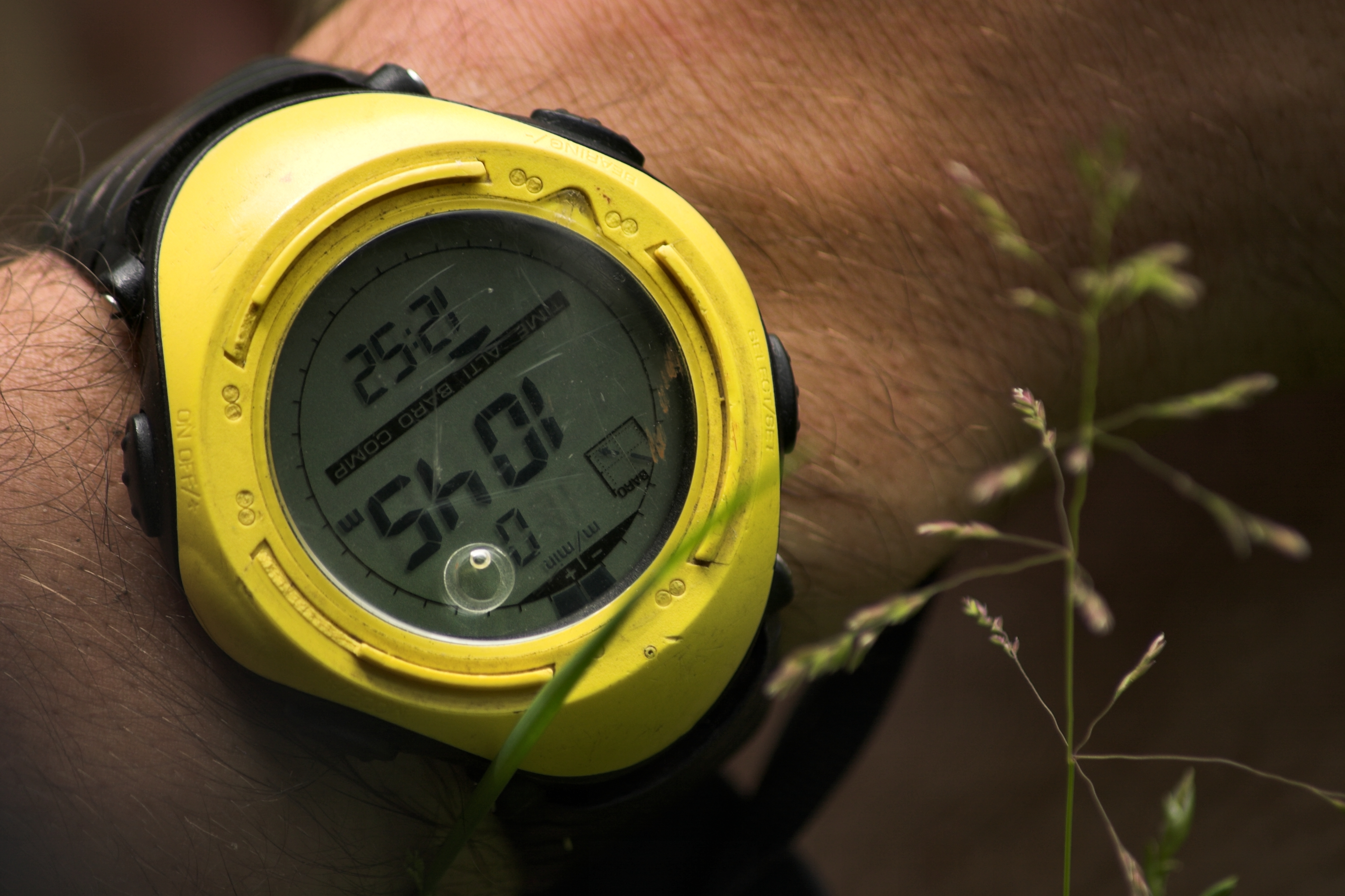
リストップコンピューター

スント（よりフィンランド語に近い表記ではスーント、SUUNTO）は、フィンランドにある精密機器メーカー。

## 概要
創業以来生産している液体封入型のコンパスの他に、ダイビングなどのスポーツ用や、軍用の計測機器、心拍計などの機能を持つ多機能型腕時計を生産している。スント最初の製品はM-311コンパスであり、第二次世界大戦中にフィンランド軍兵士を導く役割を果たした。現在、アメアスポーツコーポレーションの子会社であり、関連子会社にウルスクがある。

## 沿革
- 1932年 - トゥオマス・ヴォホロネン（Tuomas Vohlonen）が液体封入型のコンパスを発明した。
- 1935年 - コンパスを生産開始
- 1936年 - スント社が創設された。
- 1939年 - 冬戦争が始まりフィンランド国防軍に大量のコンパスと傾斜計を納入した。戦争が終わると国防軍からの発注が劇的に減り、海外に活路を求める。
- 1965年 - 世界で最初のダイビング用コンパスであるSK-4を発売し、ダイビング分野に参入。
- 1972年 - フィンランド大統領より年間輸出大賞を授けられる。
- 1981年 - 当時世界最大のダイビング・ベストのメーカーだったシー・クエスト（Sea Quest）を買収した。
- 1987年 - SMEダイビング・コンピュータを開発した。
- 1995年 - ヘルシンキ証券取引所に上場した。
- 1996年 - スイスのコンパスメーカーであるレクタ（Recta）を買収した。
- 1999年 - アメア・グループ（現・アメアスポーツコーポレーション）に買収された。
- 2019年 - アメアスポーツが中国のスポーツウエアメーカーの安踏体育用品に買収された。